# Odilo Zurkinden
Odilo Zurkinden OSB (* 23. Mai 1888 in Düdingen; † 21. Mai 1972) war ein Schweizer Benediktinerpater.

## Leben
Seine Eltern waren die Bauersleute Peter und Anna Zurkinden aus Düdingen (Kanton Freiburg); sie ließen ihn auf den Namen Alfons taufen. Seine Mutter starb bald. Er besuchte das Gymnasium in Collège Saint-Michel in Freiburg und am Benediktinerkolleg in Sarnen. Er trat in das Noviziat von der Abtei Disentis ein und legte am 13. November 1909 als Frater Odilo die ewigen Gelübde ab. Die Priesterweihe folgte am 8. März 1913. Einsätze in der Schule folgten; er unterrichtete Französisch und Deutsch. Er wirkte zu verschiedenen Zeiten als Novizenmeister, Zeremoniar, Exerzitienleiter und Direktor der Oblaten. 1930–1938 war P. Odilo für die jungen Mönche als Magister zuständig und unterrichtete an der Hauslehranstalt Moral und Homiletik. Er gab Exerzitien für Männer- und Frauenklöster und war ein gesuchter Beichtvater.
P. Odilos Freundschaft mit P. Maurus Carnot war richtungsweisend. Er galt als Hüter des Erbes von seinem väterlichen Freund Carnot, weil er Neuausgaben ermöglichte und die erste Carnot Biografie verfasste. Sie galt lange als definitiv. Er hielt den Kontakt mit dem Kreis von Lesern und Literaten um P. Maurus Carnot aufrecht, etwa der österreichischen Dichterin Enrica von Handel-Mazzetti.
Obwohl aus bäuerlichen Verhältnissen, hat P. Odilo auch in aristokratischen Kreisen Aufmerksamkeit auf sich gezogen. Er stand in Verbindung mit dem österreichischen Kaiserpaar Karl und Zita. Wegen ihres Exils weilten sie zeitweise mit ihrer Familie in Disentis. P. Odilo war zeitlebens mit ihnen befreundet.
Ein Mitbruder schrieb über ihn, dass P. Odilo in seiner klösterlichen Ruhe «wie ein überzeitliches Gesetz» erschien und sich entsprechend (auch als langjähriger Zeremoniar) bewegte. Er «war nie aus der Ruhe zu bringen. Seine eigene innere Ruhe schien alles zu beherrschen».
Der anti-modernistische Theologe Albert Maria Weiss hat ihn geprägt, wie auch das Pontifikat von Pius X. generell. Er pflegte die eucharistische Anbetung und kritisierte in den Jahren nach dem Zweiten Vatikanum die Haltung, die er «Häresie der Aktion» nannte.

## Schriften (Auswahl)
- Im Morgenrot: Knabengeschichten, Einsiedeln 1916, 5. Auflage 1952.
- Blumen Gottes, Regensburg 1920.
- Wie der Herr so gut gewesen: Erzählungen aus Christi Zeit, 1920.
- Sankta Maria. 2. Auflage 1921.
- Rätiens größter Dichter (P. Maurus Carnot), in: Heimat der Seele, Freiburg/Luzern 1926, 32-37.
- Wo der Adler haust: Berggeschichten. Freiburg 1926.
- Der selige Heinrich Suso, Freiburg 1926.
- Heinrich Seuses Rast im Walde: Legende. Freiburg 1928, 2. Auflage 1935. (Übers, in Kisuaheli).
- P. Maurus (Carnot) als Priester und Lehrer, in: Kirche und Leben. Z 1935, 85-91.
- Elli Blieckis heiliger Kampf, Freiburg 1936.
- Das Ideal des geistlichen Lebens, München: Müller, 1936.
- P. Maurus Carnot, Österreichs und des Kaisers Freund, in: Kaiser Karl Gedächtnis Jahrbuch 1936, 106-111.
- Geistliche Volkslieder aus romanisch Bünden. (Übers.) Basel 1942.
- Pater Maurus Carnot: Versuch einer Darstellung seines Lebens und Wirkens. Ilanz [1944].
- Die Gelübde des Benediktiners. MEi 52 (1946/1947) 157-160.
- Heinrich Federer und Bischof Georgius Schmid von Grüneck. SRu 50 (1950/1951) 35-46.
- Guillet, Jacques. Leitgedanken der Bibel. (Übers.) Luzern 1954.
- P. Maurus Carnot und Enrica von Handel-Mazzetti, in: Disentis 12 (1955) 1-8.
- Langeac, Robert. Gott entgegen. (Übers.) Luzern 1955.
- P. Maurus Carnot. Zum 25. Wiederkehr seines Todestages, in: Disentis 26 (1959) 60-74.
- Hansjakob und der Graubündner Schriftsteller P. Maurus Carnot. Freiburg 1961.
- Avat Benedetg Prevost 1848–1916. II Pelegrin 67 (1966) 136-139.
- Dr. Beda Hophan, Abt von Disentis, in: SRu 64 (1965/1966) 290-294.
- Hg. (Neuauflagen) v. P. Maurus Carnot: Gedichte (Auswahl), Einführung. Nachwort. Luzern 1947; Aus alt Fry Rhätien. Disentis 1955; General Dumont. Disentis 1963; Wo die Bündner Tannen rauschen. Disentis 41970.
- Bibliographie P. Maurus Carnot, in: PrDis S. 91–98.